# Constant de Gelfond
En matemàtiques, la constant de Gelfond és un nombre transcendent definit com el nombre d'Euler e elevat al nombre pi π:
{\displaystyle e^{\pi }\approx 23.14069263277926900572908636794854738026610624260021199344504640952434235\dots \,.}
Té aquest nom en honor del matemàtic rus Alexander Gelfond que el 1934 va provar-ne la transcendència mitjançant el teorema de Gelfond-Schneider.
La seva fracció contínua no és ni finita ni perìòdica i és {\displaystyle e^{\pi }=[23,7,9,3,1,1,591,2,9,1,2,34,...]}, és a dir:

{\displaystyle e^{\pi }=23+{\cfrac {1}{7+{\cfrac {1}{9+{\cfrac {1}{3+{\cfrac {1}{1+{\cfrac {1}{1+{\cfrac {1}{591+{\cfrac {1}{2+\ddots }}}}}}}}}}}}}}}

## Demostració de la transcendència
Segons el teorema de Gelfond-Schneider (1934), siguin a i b dos nombres algebraics, si b no és un nombre racional, llavors ab sempre serà un nombre transcendent. Aquest teorema va ser demostrat per Aleksandr Gelfond l'any 1934 i de manera independent per Theodor Schneider el 1935, resolent així el setè dels 23 problemes de Hilbert.
Ara bé, ni el nombre pi ni el nombre e no són nombres algebraics, ja que no són arrels de cap polinomi no nul de coeficients racionals. Convé modificar la constant de Gelfond per obtenir una expressió compatible amb el teorema. Això es pot fer de tres maneres diferents.

### Mitjançant la fórmula d'Euler
Es parteix de la fórmula d'Euler:
{\displaystyle e^{\mathrm {i} x}=\cos x+\mathrm {i} \,\sin x}
Substituint la x per π/2 tindrem:
{\displaystyle e^{i{\frac {\pi }{2}}}=i.}
Elevant a i en ambdues bandes i recordant que {\displaystyle i^{2}=-1}:
{\displaystyle e^{-{\frac {\pi }{2}}}=i^{i},}
Elevant a -2 a banda i banda:
{\displaystyle e^{\pi }=i^{-2i};}
I tractant-se {\displaystyle i^{-2i}} d'un nombre transcendent en cumplir-se el teorema de Gelfond-Schneider, es demostra que {\displaystyle e^{\pi }} és un nombre transcendent.

### Mitjançant forma exponencial de complexos
Tenint en compte que {\displaystyle i(-i)=1} i que {\displaystyle e^{i\pi }=-1}, es té que:
{\displaystyle e^{\pi }=(e^{i\pi })^{-i}=(-1)^{-i},}
Llavors, en ser -1 un nombre algebraic i -i un nombre algebraic no racional, es compleix el teorema de Gelfond-Schneider i es demostra que {\displaystyle e^{\pi }} és un nombre transcendent.

### Mitjançant logaritmes complexos
Partint de les propietats dels logaritmes naturals complexos, i recordant que:
{\displaystyle \ln(-1)=i\pi \quad \quad \left({\text{ja que}}\quad e^{i\pi }=-1\right)}
{\displaystyle (-1)^{-i}=e^{ln(-1)-i}=e^{-(o+{i\pi })i}=e^{-\pi i^{2}}=e^{\pi }}
Per tant, queda demostrat que {\displaystyle e^{\pi }=(-1)^{-i}} i es compleix, doncs, el teorema de Gelfond-Schneider.

## Càlcul
El valor de la constant de Gelfond té la propietat de poder-se obtenir utilitzant la següent seqüència:
Partint del valor de k0
{\displaystyle k_{0}={\frac {1}{\sqrt {2}}}={\frac {\sqrt {2}}{2}},}
I obtenint cada element de la seqüència a través de la fórmula següent
{\displaystyle k_{n}={\frac {1-{\sqrt {1-k_{n-1}^{2}}}}{1+{\sqrt {1-k_{n-1}^{2}}}}}.}
Un cop s'ha arribat al valor de kn desitjat, n'hi ha prou a agafar:
{\displaystyle e^{\pi }\approx \left({\frac {k_{n}}{4}}\right)^{\frac {-1}{2^{n}}}.}

## Peculiaritat geomètrica
El volum de la bola n-dimensional ve donada per:
{\displaystyle V_{n}={\pi ^{\frac {n}{2}}R^{n} \over \Gamma ({\frac {n}{2}}+1)}.}
on {\displaystyle R} és el radi i {\displaystyle \Gamma (n)} és la funció gamma. Tota bola de dimensió parella 2n i de radi la unitat té de volum:
{\displaystyle V_{2n}={\frac {\pi ^{n}}{n!}}\ }
I si sumem tots els volums de les boles de dimensió parella de radi 1, obtenim la constant de Gelfond:
{\displaystyle \sum _{n=0}^{\infty }V_{2n}=e^{\pi }.\,}

## Altres constants relacionades

### e2π
Elevant al quadrat l'expressió que teníem de la constant de Gelfond {\displaystyle e^{\pi }=i^{-2i};}, es té que:
{\displaystyle (e^{2\pi })=i^{-4i}={\frac {1}{i^{4i}}}}
Finalment elevent a {\displaystyle i}, i recordant que {\displaystyle i^{4}=1}
{\displaystyle (e^{2\pi })^{i}=1}
El valor del quadrat de la constant de Gelfond és {\displaystyle e^{2\pi }\approx 535,491655524764736503049329589047181477805797603294915507...}

### e-π/2
Si es parteix de:
{\displaystyle e^{i{\frac {\pi }{2}}}=i.}
i llavors s'eleva a {\displaystyle -i} a banda i banda recordant que {\displaystyle i(-i)=1}:
{\displaystyle e^{-{\frac {\pi }{2}}}=i^{i}.}
obtenint una nova constant resultat d'elevar la constant de Gelfond a {\displaystyle -{1}/{2}}. Aquesta constant és igual a:
{\displaystyle i^{i}=e^{-{\frac {\pi }{2}}}\approx 0,20787957635076190854695561983497877003387...}
que té de coeficients de fracció contínua:
{\displaystyle i^{i}=e^{-{\frac {\pi }{2}}}=[0,4,1,4,3,1,1,1,1,1,1,1,1,7,1,20,1,3,6,10,3,2,1,1,7,2,2,1,1,1,2,7,1,23,28,...]}
El nombre invers multiplicatiu de {\displaystyle i^{i}} és 
{\displaystyle {\frac {1}{i^{i}}}={(i^{i})}^{-1}=i^{-i}=i^{\frac {1}{i}}={\sqrt[{i}]{i}}=e^{({\frac {\pi }{2}})}\approx 4,810477380965351655473035666703...}
que és també un nombre transcendent amb coeficients de fracció contínua:
{\displaystyle e^{({\frac {\pi }{2}})}=[4,1,4,3,1,1,1,1,1,1,1,1,7,1,20,1,3,6,10,3,2,1,1,7,2,2,1,1,1,2,7,1,23,28,...]}
Noti's que els coeficients de fracció contínua deriven del cas anterior omitint-ne el primer terme.

### eπi πe
eπ i πe tenen clarament valors diferents, sent eπ > πe. El valor de eπ és 23,14... i el de πe és de 22,45.... Tot i així, es pot saber que la constant de Gelfond és més gran sense haver de calcular el valor concret, a partir de la següent funció:
{\displaystyle y=x^{1/x}}
Aplicant logaritmes naturals en totes dues bandes i fent la derivada implícita es té que:
{\displaystyle ln({y})=ln({x^{1/x}})={\frac {1}{x}}ln{x}}
{\displaystyle {\frac {1}{y}}y'={\frac {ln({x})-1}{x^{2}}}}
{\displaystyle y'={\frac {y}{x^{2}}}(ln({x})-1)}
Igualant la derivada a 0 per trobar el màxim de la funció:
{\displaystyle 0={\frac {x^{1/x}}{x^{2}}}(ln({x})-1)}
Els extrems de la funció es trobaran quan:
{\displaystyle ln({x})=1;x=e}
Per tant: {\displaystyle e^{1/e}>x^{1/x}} ∀x≠e, i en particular:
{\displaystyle e^{1/e}>\pi ^{1/\pi }}
I finalment si es multiplica en els dos exponents per {\displaystyle e\pi } i s'aplica el criteri del teorema del sandvitx tenim que:
{\displaystyle e^{\pi }>\pi ^{e}}
D'altra banda, {\displaystyle \pi ^{e}\approx 22,4591577183610454734271522045437350275893151339966...}
La seva fracció contínua és 
{\displaystyle \pi ^{e}=[22;2,5,1,1,1,1,1,3,2,1,1,3,9,15,25,1,1,5,4,1,2,1,1,50,1,1,1...]}

### Constant de Ramanujan
El resultat d'elevar la constant de Gelfond a l'arrel de 163 (nombre primer) és la constant de Ramanujan, que té la peculiaritat de ser molt proper a un enter. Això fa que es pugui confondre amb un enter aproximant-ne el valor i considerant l'error de l'instrument de càlcul. Rep el nom del matemàtic indi Srinivasa Ramanujan, Aquest nombre és també un nombre transcendent. En particular:
{\displaystyle e^{\pi {\sqrt {163}}}\approx 262537412640768743,9999999999992500...\,}
Però això no només es dona amb l'arrel de 163, també amb la de 43 i la de 67:
- {\displaystyle e^{\pi {\sqrt {43}}}\approx 884736743,999777466\,}
- {\displaystyle e^{\pi {\sqrt {67}}}\approx 147197952743,999998662454\,}

## Curiositats
La constant de Gelfond es pot expressar també com:
{\displaystyle e^{\pi }=\sum _{n=0}^{\infty }{\frac {\pi ^{n}}{n!}}={\frac {\pi ^{1}}{1}}+{\frac {\pi ^{2}}{2!}}+{\frac {\pi ^{3}}{3!}}+{\frac {\pi ^{4}}{4!}}+\cdots }

### Nombres quasi enters
- El valor de eπ: - π és molt proper a 20, i se'l considera un nombre quasi enter. Es pot constatar constatar expressant-ho de diferents maneres:

- {\displaystyle e^{\pi }-\pi \approx 19,99909997918947576726644298466904449606893684322510617247010181721652...\,}[14]

Que té de coeficients de fracció contínua: {19,1,1119,11,1,2,2,2,2,1,61,3,2083,1,2,1,3,1,2,9,2...}
- {\displaystyle cos({ln({20+\pi })})=-0,9999999992...}

- {\displaystyle cos({\pi cos({\pi cos({ln({20+\pi })})})})=-1+3,9321609261*10^{-}35}[16]

### Independència algebraica
- {\displaystyle e^{\pi }} i {\displaystyle \pi ,} són independents algebraicament, demostrat per Yuri V. Nesterenko.[17]

### Relació amb altres constants
La constant de Gelfond satisfà l'aproximació:
{\displaystyle e^{\pi {\sqrt {23}}}\approx 2^{12}\rho ^{24}-24}
on {\displaystyle \rho } és el nombre plàstic, i la diferència és de 7,8 x 10-5